# Gotska Sandöns nationalpark
Gotska Sandöns nationalpark är en nationalpark i Sverige, omfattande Gotska Sandön norr om Gotland i  region Gotland i Gotlands län.
Nationalparken omfattar 4 490 hektar, varav 842 hektar utgörs av vatten. Reservatet inrättades 1909, men omfattade då endast 368 hektar. 1979 utökades nationalparken till att omfatta hela ön och 1988 så utökades den ytterligare 300 meter ut i havet.
Bland sevärdheterna kan nämnas det särpräglade dynlandskapet med tallskog, den rika floran, de ödsliga sandstränderna och öns intressanta kulturbyggnader, bland annat ett kapell. Många sällsynta arter av såväl växter som djur lever på ön. Särskilt kända är olika arter av skalbaggar. Många av dem är små, men ett par, raggbock och smedbock, kan bli 4–5 centimeter. Insektslivet är märkligt då sju av öns 861 kända skalbaggsarter inte finns i övriga Norden.
Fågelfaunan inkluderar bland annat ejder, svärta, större strandpipare, härfågel, nattskärra och många olika småfåglar som sädesärla, bofink, svartmes och grå flugsnappare. Alla häckar inte här, utan är bara tillfälliga besökare. Endast omkring 50 arter häckar på ön. På våren är Gotska Sandön en bra lokal för observation av flyttfåglar. Rovfåglar är ganska ovanliga, men ibland ser man duvhök och sparvhök. Korpar kan också ses flyga över ön. 
En sälkoloni lever på öns nordsida. Kolonin är fredad och får inte besökas. Lämplig utsikt över kolonin ges från Sälutkikstallen, en långsamväxande tall som avbildats av många konstnärer och fotografer.
Gotska Sandöns flora innefattar flera intressanta arter av örter och gräs, särskilt av så kallade havsstrandväxter, det vill säga växter som anpassat sig till att växa på sandstränder. Exempel på sådana är sodaört, marviol, strandråg och sandrör. En annan intressant växt på ön är den fridlysta martornen och på öns klapperstensstränder finns timjan och timjansnyltrot. Längre inåt land hittar man skogsstjärna och björkpyrola, kärrknipprot, vit skogslilja och röd skogslilja (rödsyssla). Ljungen är en karaktärsväxt på tallheden.